# Nik Stauskas
Nikolas Tomas "Nik" Stauskas (ur. 7 października 1993 w Mississauga) – kanadyjski koszykarz, występujący na pozycji rzucającego obrońcy.
W lipcu 2015 został zawodnikiem Philadelphia 76ers. 7 grudnia 2017 trafił w wyniku wymiany do zespołu Brooklyn Nets. 5 lipca 2018 podpisał umowę z Portland Trail Blazers.
4 lutego trafił w wyniku wymiany do Cleveland Cavaliers. 3 dni później w rezultacie kolejnego transferu trafił do Houston Rockets. Kilka godzin później w ramach kolejnej wymiany został zawodnikiem Indiany Pacers. 8 lutego został zwolniony. 11 lutego zawarł umowę z Cleveland Cavaliers.
1 sierpnia 2019 został zawodnikiem hiszpańskiego Kirolbet Baskonia Vitoria. 12 lutego 2020 opuścił klub. 3 grudnia dołączył do obozu treningowego Milwaukee Bucks. 19 grudnia opuścił klub.
28 października 2021 zawarł umowę z Grand Rapids Gold. 31 grudnia 2021 podpisał 10-dniowy kontrakt z Miami Heat. 10 stycznia 2022 dołączył po raz kolejny w karierze do Grand Rapids Gold. 4 marca 2022 zawarł umowę do końca sezonu z Boston Celtics. 9 lipca 2022 został wytransferowany do Indiany Pacers. 14 lipca 2022 został zwolniony.

## Osiągnięcia
Stan na 15 lutego 2023, na podstawie, o ile nie zaznaczono inaczej.
NCAA
- Wicemistrz NCAA (2013)
- Uczestnik rozgrywek Elite 8 turnieju NCAA (2013, 2014)
- Mistrz sezonu regularnego konferencji Big 10 (2014)
- Zawodnik roku konferencji Big Ten (2014)[20]
- MVP turnieju Puerto Rico Tip-Off Classic (2014)
- Zaliczony do:
  - I składu:
    - turnieju konferencji Big Ten (2014)
    - konferencji Big Ten (2014)
    - turnieju Puerto Rico Tip-Off (2014)

  - II składu All-American (2014)

NBA
- Zwycięzca ligi letniej NBA w Las Vegas z Sacramento Kings (2014)

Reprezentacja
- Zdobywca Pucharu Tuto Marchanda (2015)
- Brązowy medalista mistrzostw Ameryki:
  - 2015
  - U–16 (2009)